# Chiara Salerno
Chiara Salerno (Roma, 26 settembre 1957) è una doppiatrice, direttrice del doppiaggio e attrice italiana.

## Biografia
Figlia degli attori Enrico Maria Salerno e Valeria Valeri, nonché nipote di Vittorio Salerno, accanto ai genitori recitò nel film Il carabiniere (1981), diretto da Silvio Amadio. Nota per avere doppiato Connie Nielsen ne Il gladiatore di Ridley Scott, ha prestato la voce ad altre attrici: Mary Steenburgen, Nancy Travis e Margaret Avery. Inoltre, ha doppiato anche l'attrice Kristine Sutherland nel ruolo di Joyce Summers, la madre di Buffy, nel telefilm Buffy l'ammazzavampiri. Per la televisione italiana ha interpretato il personaggio della dottoressa Alida Castellani nella terza e quarta stagione di Un medico in famiglia e quello della dottoressa Nicoletta Veneziani nel serial poliziesco La squadra.

## Filmografia
- Gli anni struggenti, regia di Vittorio Sindoni (1979)
- Il carabiniere, regia di Silvio Amadio (1981)
- Non basta una vita – serie TV, 1 episodio (1988)
- Camere da letto, regia di Simona Izzo (1997)
- Un medico in famiglia – serie TV, 7 episodi (2001-2004)
- La squadra – serie TV, 48 episodi (2003-2007)
- Il commissario Manara – serie TV, 1 episodio (2011)
- Italian Movies, regia di Matteo Pellegrini (2012)

## Teatro
- Molto rumore per nulla di William Shakespeare (2010)

## Doppiaggio

### Cinema
- Connie Nielsen in Il gladiatore, Basic
- Karen Allen in Indiana Jones e il regno del teschio di cristallo, Indiana Jones e il quadrante del destino
- Alexandra Wentworth in È complicato
- Christina Cabot in L'incredibile Hulk
- Valérie Allain in L'avaro
- Sally Field in Lincoln
- Elizabeth McGovern in Le ali dell'amore
- Frances O'Connor in Indiavolato
- Lauren-Marie Taylor in L'assassino ti siede accanto
- Heather Juergensen in Kissing Jessica Stein
- Nancy Travis in Bogus - L'amico immaginario
- Alexandra Wentworth in Ancora più scemo
- Laura Harrington in Paulie - Il pappagallo che parlava troppo
- Beth Toussaint in Hijack - Ore contate
- Lorraine Toussaint in Black Dog
- Celine O'Leary in La generazione rubata
- Polly Walker in Restoration - Il peccato e il castigo
- Fairuza Balk in L'isola perduta
- Lolita Davidovich in Amiche per sempre
- Silvia Kahn in Parliamo delle mie donne
- Martina Gedeck in Treno di notte per Lisbona
- Marieta Severo in Condannato a vivere
- Nina Andresen Borud in Tornando a casa per Natale
- Maha Abou Ouf in Viaggio da paura
- Elaine Jin in Il regno di Wuba
- June Squibb in Palm Springs - Vivi come se non ci fosse un domani
- Madeleine Stowe in La proposta
- Tracey Ullman in Into the Woods
- Jennifer Saunders in Non è romantico?
- Wendy Makkena in State of Play
- Sônia Braga in Jesus Rolls - Quintana è tornato!

### Televisione
- Caroline Rhea in Sabrina, vita da strega, Le terrificanti avventure di Sabrina
- Kristine Sutherland in Buffy l'ammazzavampiri
- Olivia Hussey in It
- Kathy Najimy in Ugly Betty
- Cuca Escribano in Il segreto
- Sissy Spacek in Bloodline
- Helena Ramos in Adamo contro Eva
- Gabriela Bianco in La forza dell'amore
- Amy Hill in Magnum P.I.

### Film animazione
- Jessie ne La fattoria degli animali
- Moglie del tagliatore di bambù e voce narrante ne La storia della Principessa Splendente
- La Regista Sogni in Inside Out
- Sorvegliante in Dililì a Parigi